# Nanocristal
Un nanocristal es un material cristalino con dimensiones medidas en nanómetros. Una nanopartícula con una estructura que es principalmente cristalina. Estos materiales son de enorme interés tecnológico puesto que muchas de sus propiedades eléctricas y termodinámicas muestran una fuerte dependencia del tamaño y pueden por lo tanto ser controladas por medio de procesos de fabricación cuidadosos. Los nanocristales también son de interés porque a menudo proporcionan sistemas cristalinos de un solo dominio que pueden ser estudiados para proporcionar información que puede ayudar a explicar el comportamiento de muestras macroscópicas de materiales similares, sin la presencia de las complicaciones de los bordes de granos y de otros defectos. Los nanocristales semiconductores en el rango de los sub-10 nm de tamaño son frecuentemente referidos como puntos cuánticos.
Los nanocristales hechos con zeolita son usados como un filtro para convertir al petróleo crudo en combustible diésel en una refinería de petróleo de ExxonMobil en Luisiana, un método más barato que la manera convencional.
Una capa de nanocristales es usada en un nuevo tipo de panel solar nombrado SolarPly hecho por Nanosolar. Es más barato que otros paneles solares, más flexible, y tiene una eficacia del 12% (los paneles solares orgánicos convencionales baratos convierten el 9% de la energía del Sol en electricidad). Los nanocristales de 40 nanómetros convierten  los fotones en electricidad, pero solamente tienen una eficacia del 3%. (Fuente: National Geographic junio de 2006)